# Pompeo Colonna (scrittore)

Stemma della famiglia Colonna

Pompeo Colonna (ca. 1614 – Roma, 6 gennaio 1661) è stato uno scrittore, poeta e librettista italiano.

## Biografia
Pompeo Colonna, nato nel 1661, era l'unico dei figli a raggiungere l'età adulta di Pierfrancesco (?-1633), IV duca di Zagarolo, II principe di Gallicano, e della sua consorte Maria Lucrezia Tuttavilla (figlia di Muzio, conte di Sarno e di Giulia Colonna di Palestrina). Il padre deteneva estesi possedimenti nel Lazio e in Abruzzo, principalmente a Gagliano Aterno e a Petrella Salto. 
Poco prima del 1633 Pompeo aveva sposato Francesca, figlia dei marchesi del Vasto Iñigo e Isabella d'Avalos (figlia ed erede di Alfonso Felice d'Avalos), e vedova di Marino II Caracciolo, III principe di Avellino, che condusse all'Aquila nell'agosto di quell'anno.

All'Aquila Pompeo fissò la sua residenza con la moglie e un piccolo esercito. Il palazzo era luogo d’incontro della nobiltà cittadina e spesso venivano messe in scena rappresentazioni teatrali. Nella città finanziò opere di edilizia pubblica, tra cui il restauro del Teatro San Salvatore.

Presso di sé fece educare dei giovani per averli al suo fianco durante le cerimonie ufficiali come l’elezione del nuovo pontefice Innocenzo X nel 1644. In quell’occasione fece loro recitare il suo dramma musicale Il ratto di Proserpina, composto in onore di Olimpia Maidalchini Pamphilj, cognata del papa.
A causa dei suoi ideali filofrancesi fu catturato dagli spagnoli a Napoli e trascorse quindi alcuni anni in prigione, dal 1646 al 1649. In carcere scrisse le Operette contra gli astrologastri, dedicate al cardinale Flavio Chigi e successivamente pubblicate a Roma nel 1657.
Rientrato definitivamente a Roma nel 1649, fu attivo come autore di testi in campo teatrale e musicale. A lui si devono i testi degli oratori Sant'Agnese, eseguito all'oratorio della Chiesa Nuova nel gennaio 1651, e Il Daniele, messo in musica da Giacomo Carissimi ed eseguito nel palazzo della regina Cristina di Svezia, durante la quaresima del 1656.

Morì a Roma il 6 gennaio 1661.
Alla sua morte si estinse il ramo di Zagarolo della famiglia. I suoi possedimenti nello Stato Pontificio passarono al ramo dei Colonna di Palestrina, nella persona di Stefano, duca di Bassanello (figlio di Giulio Cesare Colonna di Sciarra, II principe di Carbognano). I possedimenti nel Regno di Napoli, confiscati nel 1651 su ordine di Iñigo Vélez de Guevara per fellonia a causa dell'appoggio dato da Pompeo Colonna alla rivolta di Masaniello in Abruzzo, vennero acquistati da Maffeo Barberini, II principe di Palestrina.
Dal matrimonio con Francesca d'Avalos Pompeo Colonna non ebbe figli. Ebbe tuttavia un figlio naturale, Francesco Maria Pompeo (1646-1726), nato da una relazione con la napoletana Anna Maria Castelli. Quest'ultimo ricevette una buona educazione dal padre e si trasferì a Parigi nel 1669. Fu letterato, filosofo e alchimista ed entrò in contatto con vari esponenti del mondo culturale della capitale francese.

## Opere
- Operette contra gli astrologastri, Roma, Angelo Bernabò, 1657.
- Arte del verso italiano, con le tavole delle rime di tutte le sorti copiosissime del cavalier Fr. Tommaso Stigliani, con varie giunte e notazioni dì Pompeo Colonna, principe di Gallicano, Roma, Angelo Bernabò, 1658.